# Касьян-Арыта
Касья́н-Арыта́ — небольшой остров в Оленёкском заливе моря Лаптевых. Административно относится к территории Якутии.
Остров расположен в центральной части залива, в дельте реки Оленёк. Находится между протоками Кёрсюсе-Тёбюлеге на востоке и севере и Кугун-Тёбюлеге на юге. На юге узкой протокой отделяется от соседнего острова Кугун-Арыта, на юго-востоке — от острова Оиннигес-Ары.
Остров имеет удлинённую форму, вытянутую с северо-востока на юго-запад. Высота достигает 5 м на востоке. Остров покрыт болотами, имеется несколько небольших озёр. В центральной части расположена протока, разделяющая остров на две части. На северо-востоке остров окружён отмелями.
Островок к северу-востоку от острова Касьян-Арыта, северо-западная оконечность и точка к востоку от северо-западной оконечности островка к северо-востоку от острова Касьян-Арыта входит в «Перечень географических координат точек, определяющих положение исходных линий,
от которых отмеряется ширина территориального моря Российской Федерации,
прилежащей зоны Российской Федерации у материкового побережья и островов
Российской Федерации в Северном Ледовитом океане» (Утвержден постановлением Правительства Российской Федерации от 16 ноября 2021 г. № 1959)